# Agrilus parvus
Agrilus parvus är en skalbaggsart som beskrevs av Saunders 1870. Agrilus parvus ingår i släktet Agrilus och familjen praktbaggar.

## Underarter
Arten delas in i följande underarter:
- A. p. parvus
- A. p. californicus